# ディー・プリンツェン
ディー・プリンツェン（Die Prinzen）は、ドイツの音楽グループである。日本では「オリー・カーン（Olli Kahn）」で話題になったが、ほかに有名な曲として「Millionär（百万長者）」、「Mein Fahrrad（ぼくの自転車）」、「(Du musst ein) Schwein sein（豚（になれ））」、「Küssen verboten（キス禁止）」、「Alles nur geklaut（すべては盗作だ）」、「Ganz oben（頂上）」、「Deutschland（ドイツ）」、「Popmusik（ポップミュージック）」がある。

## 略歴
結成時のメンバー5人は、すべて旧・東ドイツ出身。4人がライプツィヒのトーマス教会少年合唱団（ヨハン・ゼバスティアン・バッハがカントル（音楽監督）を務めたことで知られる）、1人がドレスデン聖十字架合唱団の出身である。彼らはそこで歌の専門訓練を受け、海外公演を経験することとなる。音楽大学卒業等の経歴を得た後の1987年、フォーク・グループ「ヘルツ・ブーベン (Herz Buben)」として活動を開始。その後、若干のメンバーの入れ替えを経て、ドイツ再統一後には旧・西ドイツに同名バンドがあったこととコメルツ銀行 (Kommerzbank)がスポンサーとなったことを考慮し「コメルツ・ブーベン(Kommerz Buben)」にグループ名を変更。1991年に「ディー・プリンツェン」を結成。直後に発売した「ガビとクラウス(Gabi und Klaus)」がヒットした。

## メンバー
バンドの結成時のメンバーは5人。リードボーカルはゼバスティアンかトビアスが務めることが多い。
- ゼバスティアン・クルムビーゲル (Sebastian Krumbiegel、1966年6月5日（58歳）)　ボーカル（テノール）、ピアノ、パーカッション
- トビアス・キュンツェル (Tobias Künzel、1964年5月26日（60歳）) - ボーカル（バリトン）、キーボード、ドラム
- ヴォルフガンク・レンク (Wolfgang Lenk、1966年9月4日（58歳）) - ボーカル（テノール）、ギター、キーボード、パーカッション
- イェンス・ゼンプトナー (Jens Sembdner、1967年1月20日（58歳）) - ボーカル（バス）、キーボード
- ヘンリ・シュミット (Henri Schmidt、1967年8月17日（57歳）) - ボーカル（バリトン）

2000年よりライブなどで助っ人に入っていたミュージシャンもメンバーとなる。
- マティアス・ディートリッヒ (Mathias Dietrich、1964年11月24日（60歳）) - ベース
- アリー・ツィーメ (Ali Zieme、1971年3月23日（53歳）) - ドラム、パーカッション

## 備考
- バンドの名称「ディー・プリンツェン」(Die Prinzen)は、直訳すると「王子達」（複数形）という意味。日本語では単に「プリンツェン」と表記されることもある（dieはドイツ語の定冠詞）。
- そのため日本で取り扱うCDショップでは店舗によって「D」（タワーレコードなど）か「P」（HMVなど）のいずれかに置かれる。ただ、「オリー・カーン（Olli Kahn）」に関しては「スポーツコーナー」（新星堂など）に置かれているケースもあった。
- 2002年のサッカーFIFAワールドカップ日韓大会に際して、ドイツ代表のゴールキーパー、オリバー・カーンをモチーフにした曲「オリー・カーン（Olli Kahn）」が日本に紹介された。同大会でこの選手が話題になり、さらにチームが決勝まで進出する快進撃を果たしたこともありドイツ国内で大ヒットした。また歌詞がドイツ語だけでなく、英語、日本語でも歌われた。
- ただしNHK教育テレビ「ドイツ語会話」やNHKラジオ第2放送「ドイツ語講座」では、それ以前から講座内やオープニングあるいはエンディングで曲が流れていたため、日本でもドイツ語学習者の間では比較的よく知られていた。
- バンドのシンボルは王冠をかぶった蛙で、アルバムジャケットにもたびたび登場する。
- 「Alles nur geklaut」「Deutschland」など、ユーモラスな曲やドイツ社会を皮肉る曲が多い。

## ディスコグラフィ

### アルバム
- Das Leben ist grausam (1991年)
- Das Leben ist grausam (a cappella) (1992年)
- Küssen verboten (1992年)
- Küssen verboten (a cappella) (1993年)
- Alles nur geklaut (1993年)
- Alles nur geklaut (a cappella) (1994年)
- Schweine (1995年)
- Alles mit'm Mund (1996年)
- Ganz oben - Best of (1997年)
- A-Cappella-Album (1997年)
- So viel Spaß für wenig Geld (1999年)
- So viel Spaß für wenig Geld (a cappella) (1999年)
- Festplatte (1999年)
- D (2001年)
- Monarchie in Germany (2003年)
- HardChor (2004年)
- Akustisch live (2006年)
- Die Prinzen Orchestral (2007年)
- Die Neuen Männer (2008年)
- Es war nicht alles schlecht (2010年)
- Familienalbum (2015年)
- Eine Nacht in der Oper (2015年)
- Krone der Schöpfung (2021年)